# جورج روز
جورج روز (بالإنجليزية: George Rose) هو لاعب كرة قدم أمريكية أمريكي، ولد في 1942 في برونزويك في الولايات المتحدة.

## وصلات خارجية
- جورج روز على موقع مرجع كرة القدم المحترفة.كوم (الإنجليزية)
- جورج روز على موقع قاعة جورجيا للمشاهير الرياضية (مؤرشف) (الإنجليزية)